# Генрик Яблонський (політик)
Генрик Ян Яблонський (пол. Henryk Jan Jabłoński 27 грудня 1909, Стари-Валішев — 27 січня 2003, Варшава) — польський політик, історик. Член Польської Академії Наук (1956), іноземний член Академії наук СРСР (1966). Почесний доктор МГУ (1972).
Член ПСП з 1931 року, з 1948 — член ПОРП від моменту заснування. Член ЦК ПОРП в 1948—1981. Член Політбюро ЦК ПОРП в 1971—1981, кандидат у члени Політбюро в 1970—1971. Депутат Сейму в 1947—1989.

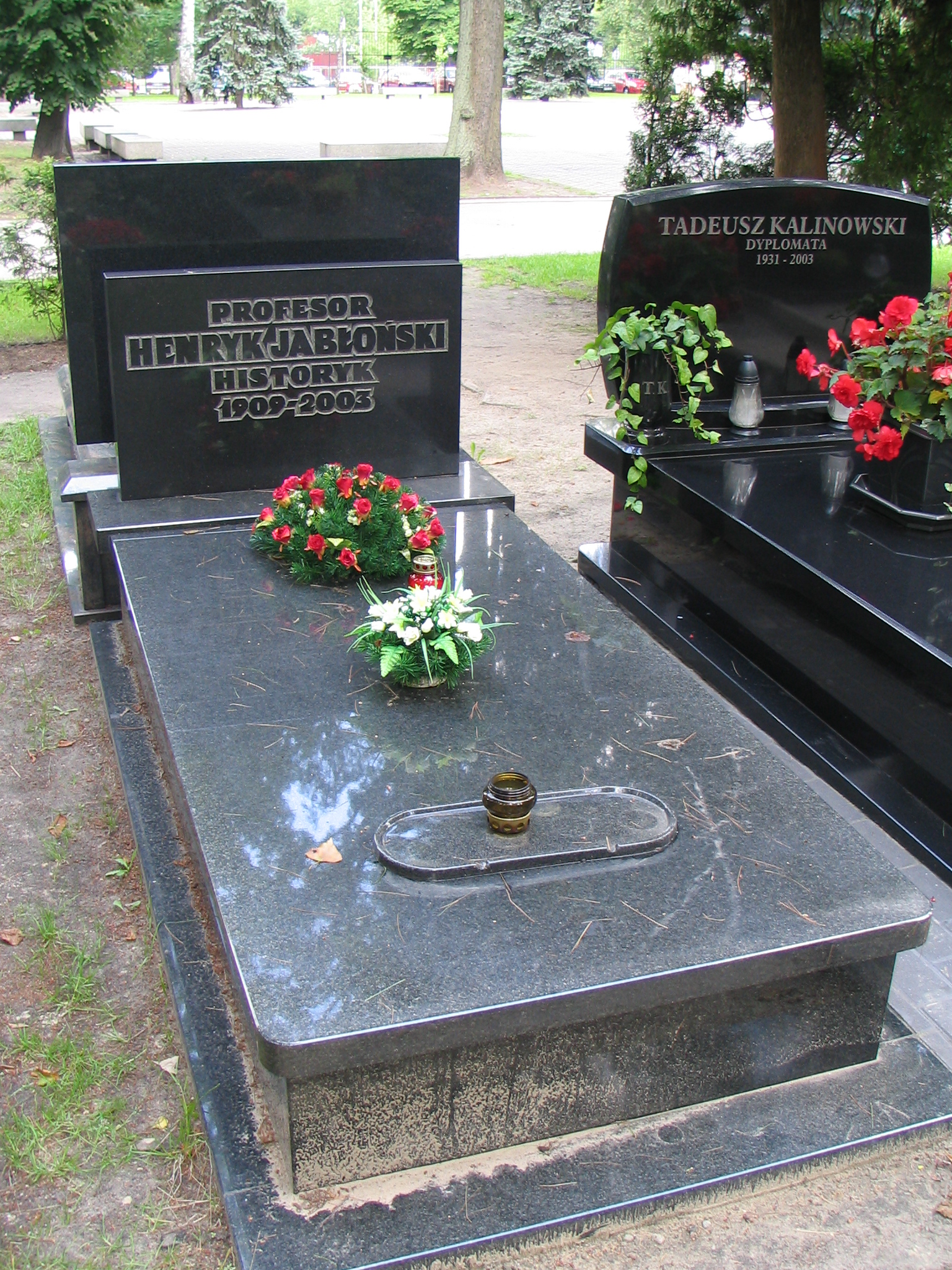
Місце поховання, кладовище Військові Повонзки, Варшава

Міністр вищої освіти ПНР в 1965—1966 рр. Міністр освіти та вищої освіти ПНР в 1966—1972 рр. Голова Державної ради ПНР (28 березня 1972 — 6 листопада 1985). Керівний член ветеранської Спілки борців за свободу і демократію.
Нагороджений орденом Дружби народів (1974).
Похований на варшавському кладовищі Військові Повонзки.